# Sociativ
Sociativ är ett grammatiskt kasus som förekommer i ungerskan och anger en person i vars sällskap (jämför latin socius) en åtgärd utförs, eller ägodelar som är medel i en åtgärd (tillsammans med sina ägare). Det betecknas med suffixet -stul eller -stül beroende på vokalharmoni. 
Kasuset är emellertid föråldrat och numera används instrumentalis–komitativ vanligen istället. Icke desto mindre kan det användas även i modern ungerska genom att uttrycka en viss nedsättande ton mot en person. Exempelvis: Karácsonykor egy fillér nélkül, kölyköstül állított be az anyósához (”Utan ett öre hamnade hon i hennes svärmors hus vid jul med sina barn”). Användningen av sociativ kölyköstül (”med sina barn”) betecknar talarens förakt. Kasuset förekommer även i några vanliga uttryck, som överlevde den allmänna inkuransen av sociativ: Ruhástul ugrott a medencébe (”Han hoppade i poolen med kläderna på”) och A fenevad szőröstül-bőröstül felfalta a védtelen kis nyuszit (”Monstret slukade den hjälplösa lilla kaninens hals och gröda”).